# یواس‌اس ساراتوگا (سی‌وی-۳)
یواس‌اس ساراتوگا (سی‌وی-۳) (به انگلیسی: USS Saratoga (CV-3)) یک کشتی بود که طول آن ۸۸۸ فوت (۲۷۰٫۷ متر) بود. این کشتی در سال ۱۹۲۵ ساخته شد.